# 9555 Frejakocha
A 9555 Frejakocha (ideiglenes jelöléssel 1986 GC) a Naprendszer kisbolygóövében található aszteroida. A Copenhagen Observatoryban fedezték fel 1986. április 2-án.